# Nanzhangzhuang
Nanzhangzhuang (kinesiska: 南张庄乡, 南张庄) är en socken i Kina. Den ligger i provinsen Shandong, i den östra delen av landet, omkring 170 kilometer sydost om provinshuvudstaden Jinan. Antalet invånare är 33141. Befolkningen består av 16 091 kvinnor och 17 050 män. Barn under 15 år utgör 17,0 %, vuxna 15-64 år 72 %, och äldre över 65 år 9,0 %.
Genomsnittlig årsnederbörd är 1 105 millimeter. Den regnigaste månaden är juli, med i genomsnitt 330 mm nederbörd, och den torraste är januari, med 6 mm nederbörd.